# Vuelo 112 de Peruvian Airlines
El vuelo 112 de Peruvian Airlines (IATA: P9-112; ICAO: PVN 112) fue un vuelo nacional regular de pasajeros desde Lima a Jauja en Perú. El 28 de marzo de 2017, la aeronave que operaba el vuelo cambio de rumbo repentino que todavía esta en investigación, se incendió y se quemó. No hubo muertes en este accidente, sin embargo, treinta y nueve de las 150 personas a bordo resultaron heridas. El avión accidentado era un Boeing 737-300. La aeronave había volado por primera vez en mayo de 1991 con Trans European Airways y después de que el servicio con varias otras aerolíneas fuera arrendado por Peruvian Airlines en 2013.

## Incidente
El avión aterrizó en Jauja a las 16:40 hora local (21:40 UTC). 3 o 4 segundos después del aterrizaje, se sintieron vibraciones en el avión y a la vez un cambio de rumbo hacia la izquierda que el piloto no pudo controlar, el avión se salió de la pista entrando en una zanja (causando una sensación de falla en los trenes de aterrizaje entre los pasajeros)  en donde el motor N° 2 se desprendió causando una fuga de combustible y posterior incendio que destruyó al avión siniestrado, además el ala de derecha impactó en la valla perimetral del aeropuerto.  Todos los 141 pasajeros y nueve tripulantes a bordo salieron con vida, de los cuales treinta y nueve personas resultaron heridas y llevadas al hospital. Dos personas sufrieron fracturas de huesos, y tres personas sufrieron una conmoción cerebral. El accidente fue captado por la cámara, tomada por varios pasajeros a bordo.

## Investigación
La Comisión de Investigación de Accidentes de Aviación (CIAA), y la Fiscalía Penal de Jauja abrieron investigaciones sobre el accidente.